# Mansfield (Pennsylvanie)
Pour les articles homonymes, voir Mansfield.
Mansfield est un borough situé à l'est de la partie centrale du comté de Tioga, en Pennsylvanie, aux États-Unis,. En 2010, il comptait une population de 3 625 habitants, estimée au 1er juillet 2020 à 2 992 habitants. Le borough est incorporé en février 1857.

## Démographie
Lors du recensement de 2010, le borough comptait une population de 3 625 habitants. Elle est estimée, en 2020, à 2 992 habitants.

### Source de la traduction
- (en) Cet article est partiellement ou en totalité issu de l’article de Wikipédia en anglais intitulé « Mansfield, Pennsylvania » (voir la liste des auteurs).